# Joves Amics del Vi
Els Joves Amics del Vi és una entitat fundada a Barcelona per un grup de gent jove dedicada professionalment al món del vi. Té com a principal finalitat la difusió de la cultura del bon beure entre els joves.